# Haplomesus bifurcatus
Haplomesus bifurcatus är en kräftdjursart som beskrevs av Menzies1962. Haplomesus bifurcatus ingår i släktet Haplomesus och familjen Ischnomesidae. Inga underarter finns listade i Catalogue of Life.